# Curse Of The Hidden Mirror
Curse Of The Hidden Mirror es el decimocuarto álbum de Blue Öyster Cult, editado por CMC en 2001.
El único sencillo del disco fue el pobremente recibido "Pocket", las escasas ventas del álbum llevaron a la compañía a cancelar el contrato con la banda, que no ha editado un nuevo disco de estudio desde entonces.
El título del álbum está tomado del disco inédito del Stalk-Forrest Group (más tarde B.Ö.C.) grabado en 1970.
Al igual que en el disco anterior, el escritor cyberpunk John Shirley volvió a colaborar con las letras en varios temas.

## Lista de canciones
1. "Dance on Stilts" (Donald Roeser, John Shirley) - 6:05
2. "Showtime" (Eric Bloom, John Trivers) - 4:38
3. "The Old Gods Return" (Bloom, Roeser, Shirley) - 4:36
4. "Pocket" (Roeser, Shirley) - 4:15
5. "One Step Ahead of the Devil" (Bloom, Roeser, Danny Miranda, Bobby Rondinelli, Shirley) - 4:16
6. "I Just Like to Be Bad" (Bloom, Bryan Neumeister, Shirley) - 3:54
7. "Here Comes That Feeling" (Roeser, Dick Trismen) - 3:21
8. "Out of the Darkness" (Miranda, Bloom, Roeser, Shirley) - 5:06
9. "Stone of Love" (Roeser, Richard Meltzer) - 5:49
10. "Eye of the Hurricane" (Bloom, Neumeister, Roeser, Rondinelli, Shirley) - 4:40
11. "Good to Feel Hungry" (Miranda, Bloom, Roeser, Shirley) - 4:12

## Personal
- Eric Bloom - voz, guitarra, teclados
- Buck Dharma (Donald Roeser) - guitarra, voz, teclados
- Allen Lanier - guitarra, teclados
- Danny Miranda - bajo, teclados, coros
- Bobby Rondinelli - batería